# Michele Tripisciano

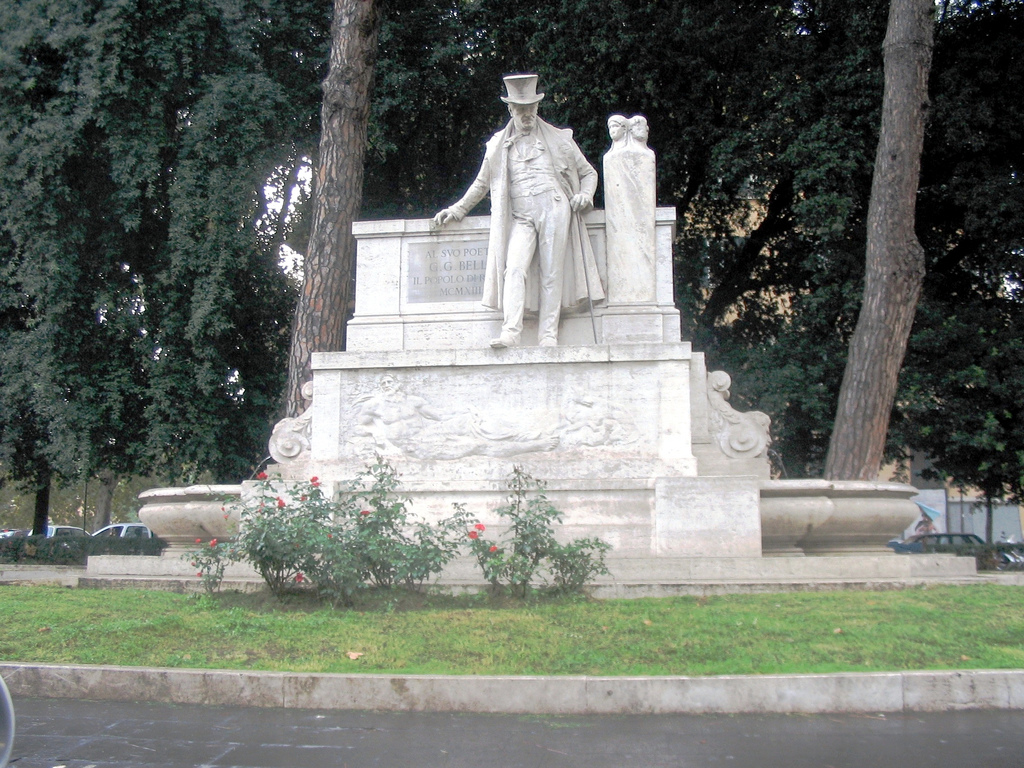
Michele Tripisciano: Denkmal für den Dialektdichter Gioacchino Belli (Rom, Trastevere)

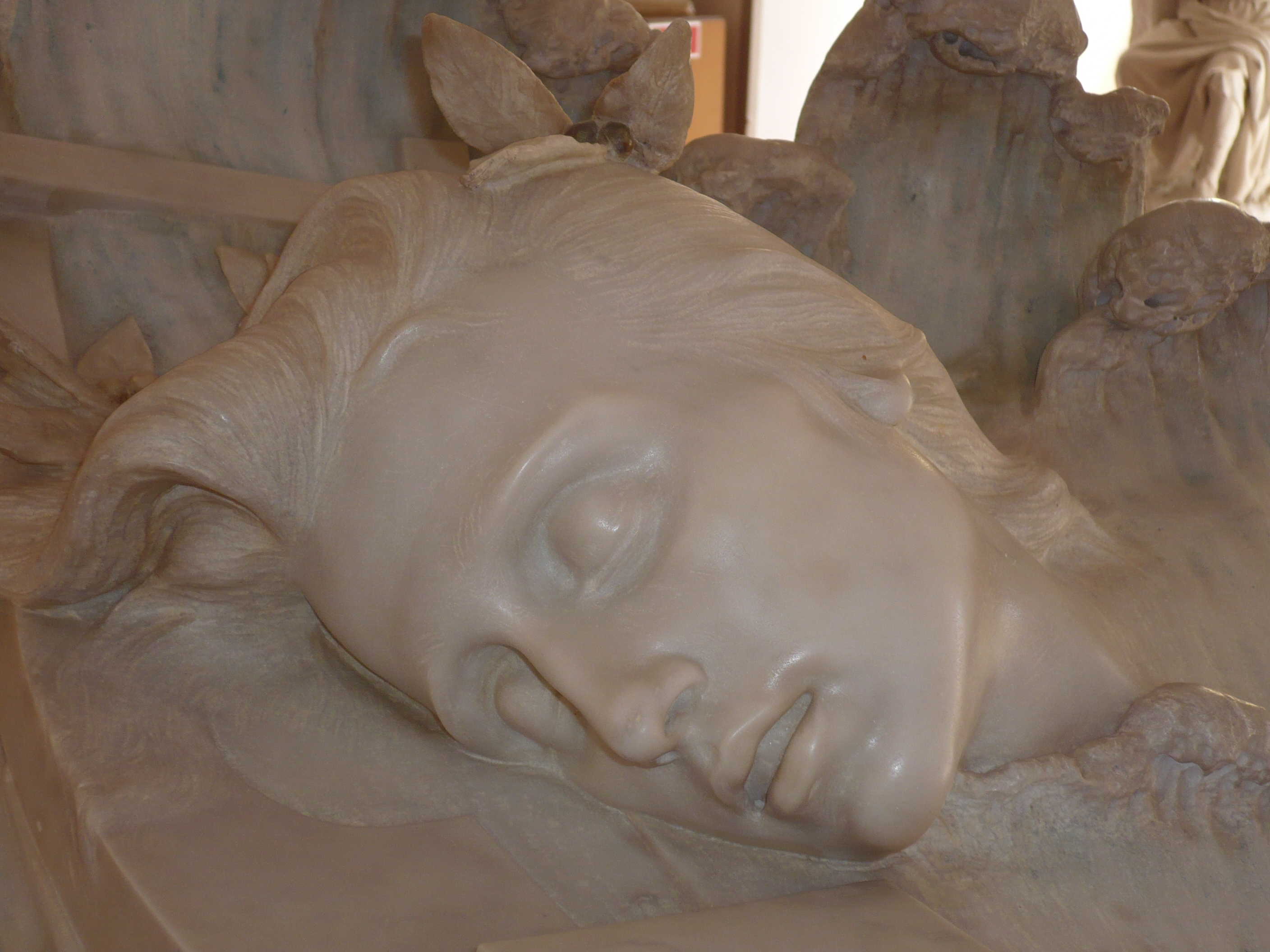
L'Orfeo, 1898 Caltanissetta

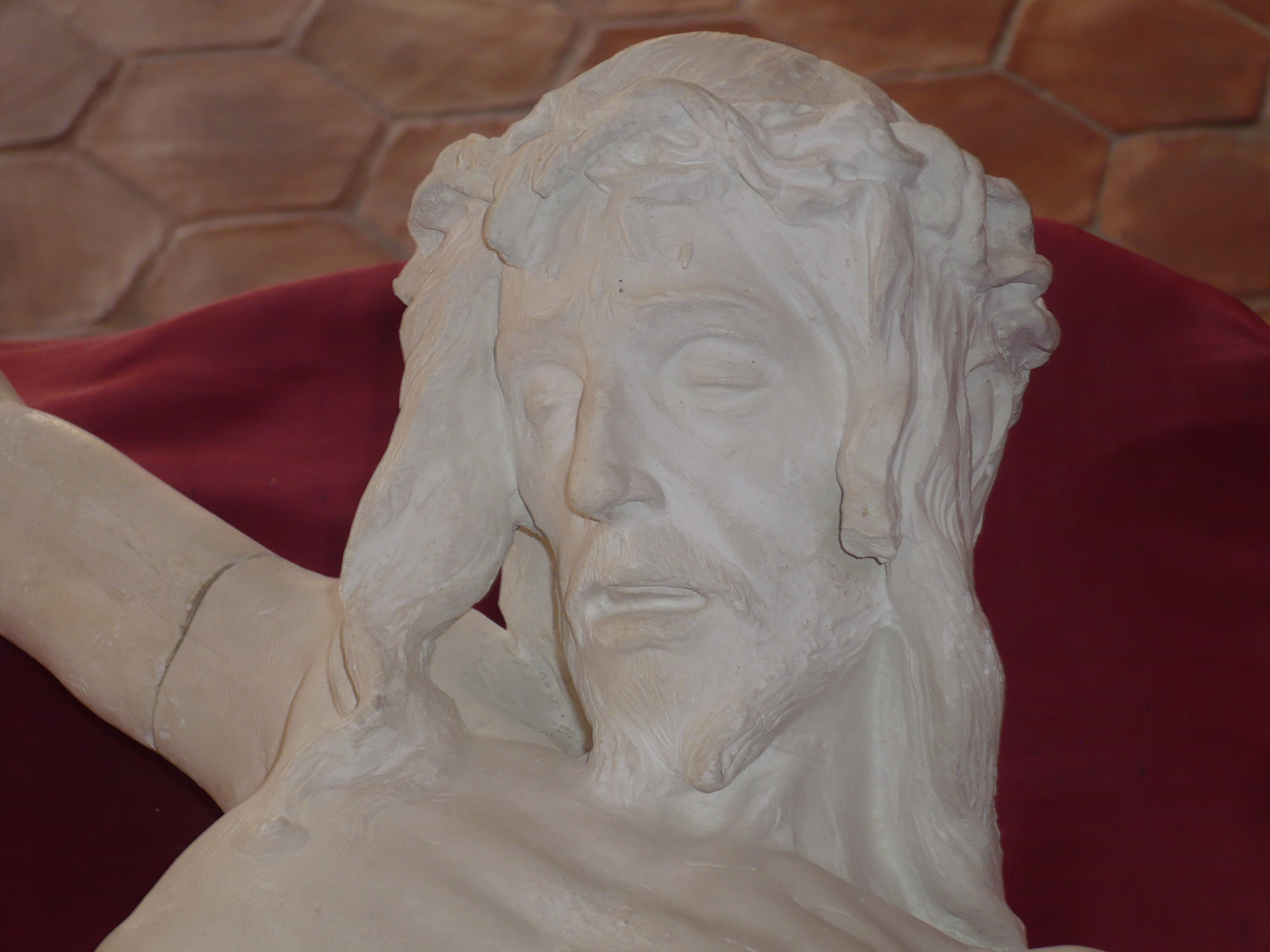
Putz Kruzifix (Detail), 1910 Caltanissetta

Michele Tripisciano (* 13. Juli 1860 in Caltanissetta; † 21. September 1913 ebenda) war ein italienischer Bildhauer aus Sizilien.

## Leben
Tripisciano kam 1873 durch Förderung von Baron Guglielmo Luigi Lanzirotti und einem weiteren Mäzen nach Rom zum Studium an das Ospizio San Michele. Zwischen 1880 und 1888 arbeitete er im Bildhaueratelier von Francesco Fabi-Altini (1830–1906).
1884 erhielt er von der Accademia die San Luca mit einer Silbermedaille für seine Skulptur „Caius Marius auf den Ruinen von Karthago“.
Um 1890 eröffnete er eine eigene Werkstatt in Rom, in der er Porträtbüsten, Friedhofsskulpturen sowie Figuren aus Geschichte, Mythologie und Christentums schuf. Wann er nach Caltanissetta zurückkehrte, ist nicht dokumentiert.
Im Jahr 1900 wurde Tripisciano von König Umberto I. mit der Verleihung des Ritterkreuzes geehrt.

## Werke (Auswahl)
- Piazza Garibaldi (Caltanissetta): Skulpturengruppe Triton und Seepferdchen (1890)
- Skulpturengruppe Christoph Kolumbus nimmt Abschied vom Vater von 1892 (in Gestalt von Baron Lanzirotti und dem Vater von Tripiscione)
- Marmorskulptur Thronende Madonna mit Kind (1895) für die Kapelle des Conte Testasecca auf dem Friedhof Angeli in Caltanissetta. Je eine Kopie hiervon entstand für Chiese del Corpus Domini in Mailand und die Notre Dame in Paris
- Orpheus ausgestellt 1898 in Sankt Petersburg
- Paulus und Cicero (1898) für den Justizpalast in Rom
- Chiesa di San Gioacchino in Rom: 12 Apostelmedaillons (1902) und die Statue des Josef und eines Heiligen Herzens (1904)
- Kreuzigung in Bronze (1904) ein Geschenk Tripiscianos an die Chiesa di Santa Lucia in Caltanissetta
- Monumento Vittorio Emanuele II, an die Villa Amedeo in Caltanissetta (1891)
- Marmorrelief La Sicilia (1909)
- Corso Umberto in Caltanissetta: Bronzedenkmal für Umberto I. (von 1910, 1922 hier aufgestellt)
- Chiesa di Sant’Andrea della Valle (Rom): Marmorrelief Taufe Jesu (1912)
- Piazza Gioacchino Belli (Rom, Trastevere): Marmordenkmal für den Poeten Gioacchino Belli (1913)
- Der Ateliernachlass befindet sich in Besitz der Stadt Caltanissetta.